# Lista de bairros de Balneário Camboriú

Localização de Balneário Camboriú no estado de Santa Catarina.

Esta é uma lista de bairros de Balneário Camboriú, subdivisões do município supracitado, localizado no litoral do estado de Santa Catarina. A partir de dados coletados e contabilizados pelo IBGE (Instituto Brasileiro de Geografia e Estatística) no censo realizado no ano de 2010, foram contabilizados quatorze bairros oficiais no total, além de loteamentos.
A cidade de Balneário Camboriú possui todos os domicílios localizados em zona urbana. O bairro com mais habitantes é o Centro, no qual se localiza a Praia Central e também os principais arranha-céus da cidade, ao possuir 47 743 habitantes fixos. Em contrapartida, o bairro Várzea do Ranchinho é o menos populoso, localizado na divisa com a cidade vizinha de Itajaí, abrigando 87 pessoas em 24 domicílios. No censo demográfico de 2010, a população total de Balneário Camboriú era de 108 089 habitantes, enquanto a estimativa para o ano de 2016 é de 131 727, com uma densidade demográfica de 2 337,67 de hab/km².
Além da Praia Central, Balneário Camboriú possui outras nove praias, sendo que seis destas são localizadas no espaço conhecido como Região das Praias, localizada ao sul do município: Estaleirinho, Estaleiro, Laranjeiras, Pinho, Taquaras e Taquarinhas; e as outras três restantes estão no bairro Praia dos Amores, o qual engloba as praias dos Amores, Buraco e Canto.

## Bairros

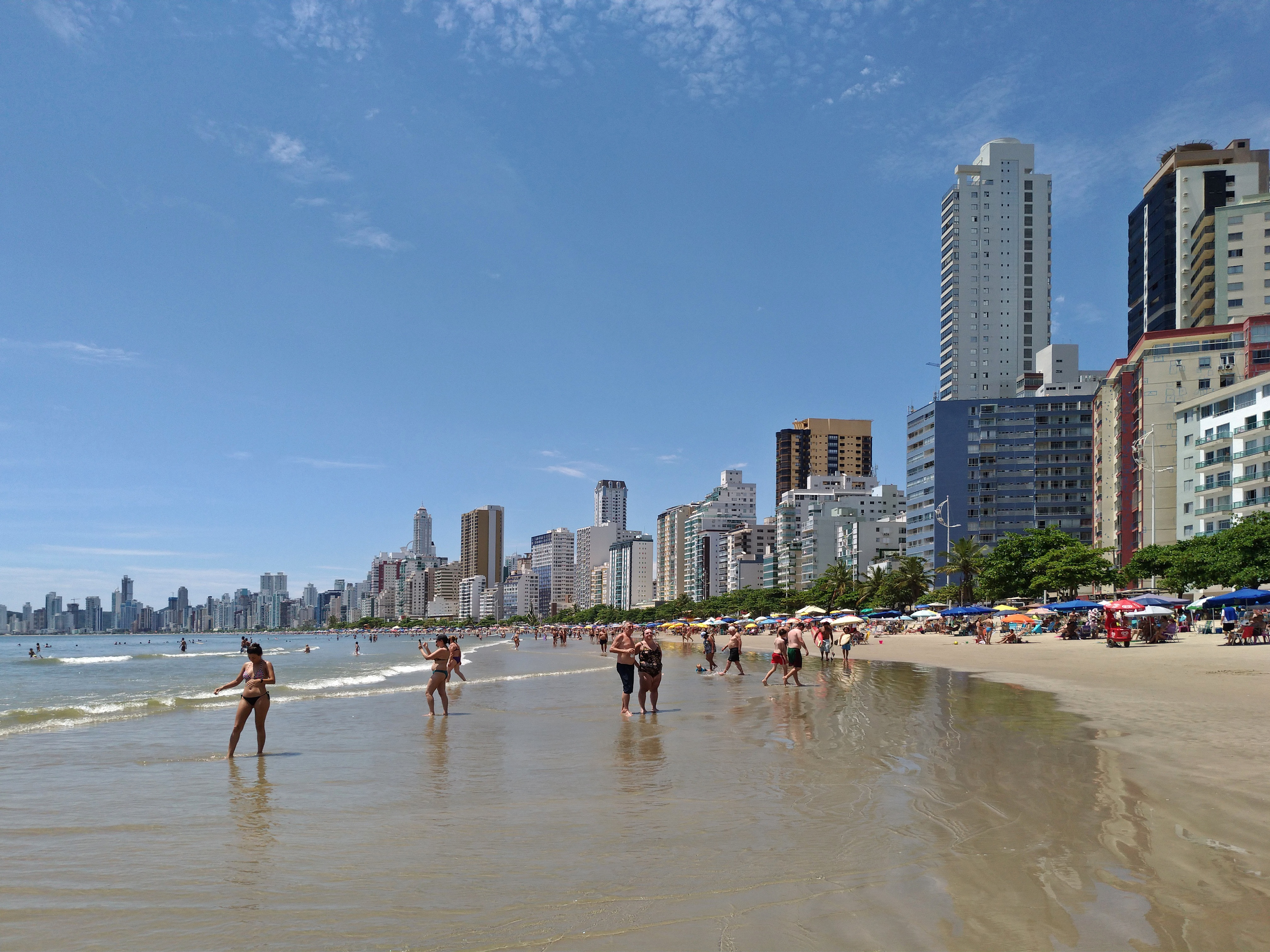
Orla da Praia Central, no Centro.

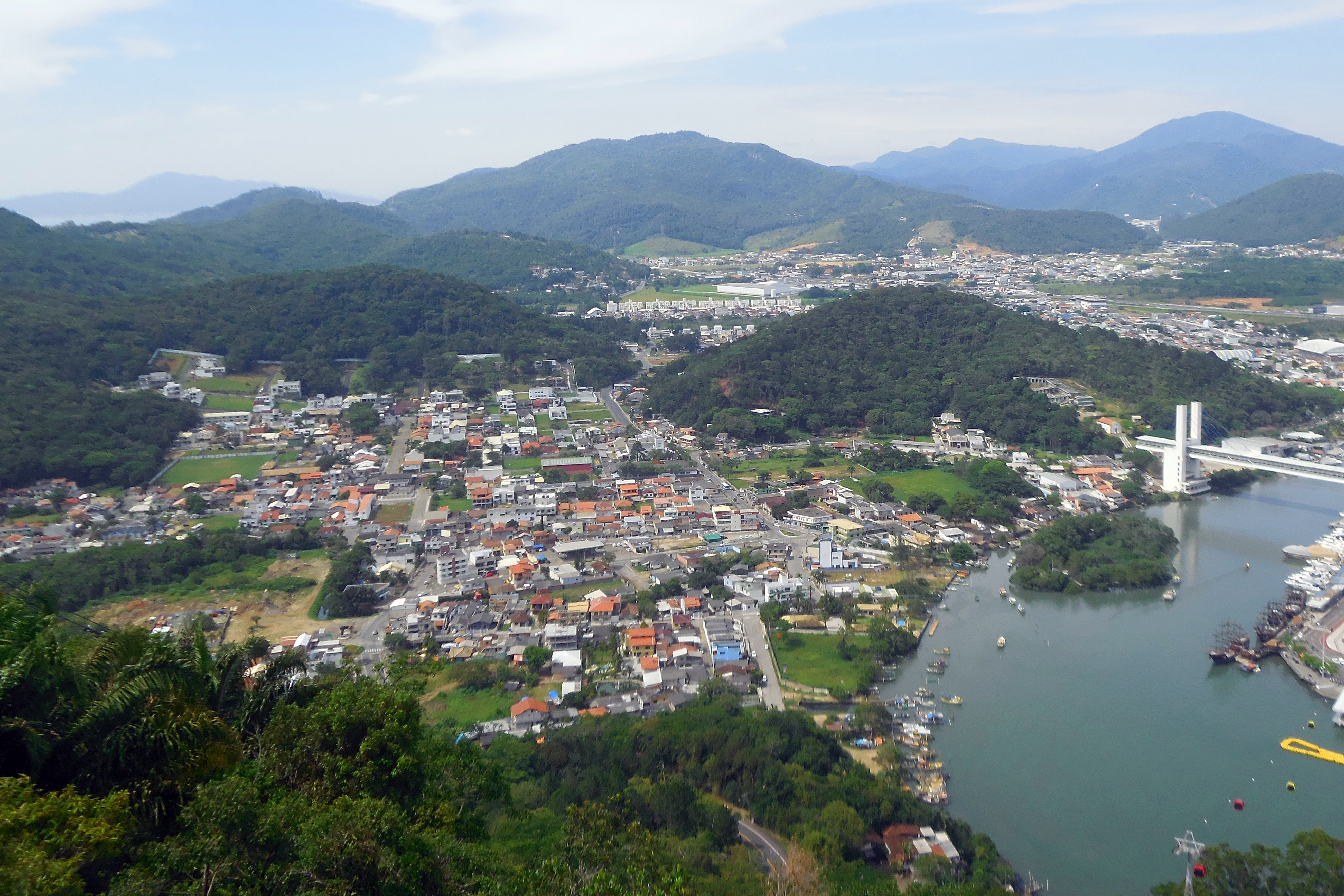
Bairro da Barra.

| Bairro              | Habitantes | Habitantes | Habitantes | Domicílios particulares |
| Bairro              | Homens     | Mulheres   | Total      | Domicílios particulares |
| ------------------- | ---------- | ---------- | ---------- | ----------------------- |
| Ariribá             | 1 511      | 1 603      | 3 114      | 999                     |
| Centro              | 21 683     | 26 060     | 47 743     | 19 715                  |
| Da Barra            | 3 460      | 3 407      | 6 867      | 1 968                   |
| Das Nações          | 8 299      | 8 752      | 17 051     | 5 755                   |
| Dos Estados         | 807        | 901        | 1 708      | 540                     |
| Dos Municípios      | 5 233      | 5 337      | 10 570     | 3 239                   |
| Dos Pioneiros       | 1 652      | 1 807      | 3 459      | 1 477                   |
| Jardim Iate Clube   | 1 094      | 1 053      | 2 147      | 619                     |
| Nova Esperança      | 2 568      | 2 519      | 5 087      | 1 497                   |
| Praia dos Amores    | 543        | 577        | 1 120      | 389                     |
| Região das Praias   | 814        | 804        | 1 615      | 525                     |
| São Judas Tadeu     | 389        | 391        | 780        | 218                     |
| Várzea do Ranchinho | 40         | 47         | 87         | 24                      |
| Vila Real           | 3 300      | 3 441      | 6 741      | 2 300                   |
| TOTAL               | 51 393     | 56 696     | 108 089    | 39 265                  |